# Løjstrup
Løjstrup er en hovedgård i beliggende ved Gudenåen ved Langå, i Løjstrup Skov i Laurbjerg Sogn i det tidligere Galten Herred, Randers Amt, nu Favrskov Kommune. Gårdens navn kendes tilbage til 1344 som Lothenstorp, og den har gennem tiderne varieret betydeligt i størrelse. I sin storhedstid strakte Løjstrups jorde sig til Frisenvold og Galten, men er nu på 225 ha. Den var fra 1731 – 1798 en del af Stamhuset Frisenvold.
Den første kendte hovedbygning var et trefløjet bindingsværksanlæg, der var omgivet af voldgrave. I 1840'erne blev den erstattet af de nuværende bygninger. Midterfløjen i den nuværende hovedbygning der er bygget i røde mursten, og med høj kælder, er bygget i 1814, køkkenfløjen mod nord i 1845 og gæstefløjen mod syd er blevet genopført i 1920'erne.

## Eksterne kilder og henvisninger
- Løjstrup Hovedgårds Historie Arkiveret 10. januar 2012 hos  Wayback Machine (med billede)
- Trap Danmark 4. udgave 1925

|  | Denne artikel om en bygning eller et bygningsværk kan blive bedre, hvis der indsættes et (bedre) billede. Du kan hjælpe ved at afsøge Wikimedia Commons for et passende billede eller lægge et op på Wikimedia Commons med en af de tilladte licenser og indsætte det i artiklen. |